# Podolí (Uherské Hradiště)
Podolí é uma comuna checa localizada na região de Zlín, distrito de Uherské Hradiště.